# Ивановка (Соколовская сельская община)
Ива́новка (укр. Іванівка) — село в Соколовской сельской общине Кропивницкого района Кировоградской области Украины.
Население по переписи 2001 года составляло 396 человек, в 2016 году 370 человек. Почтовый индекс — 27644. Телефонный код — 522. Код КОАТУУ — 3522583201.